# علم الفلزات في أمريكا الوسطى ما قبل الكولومبي

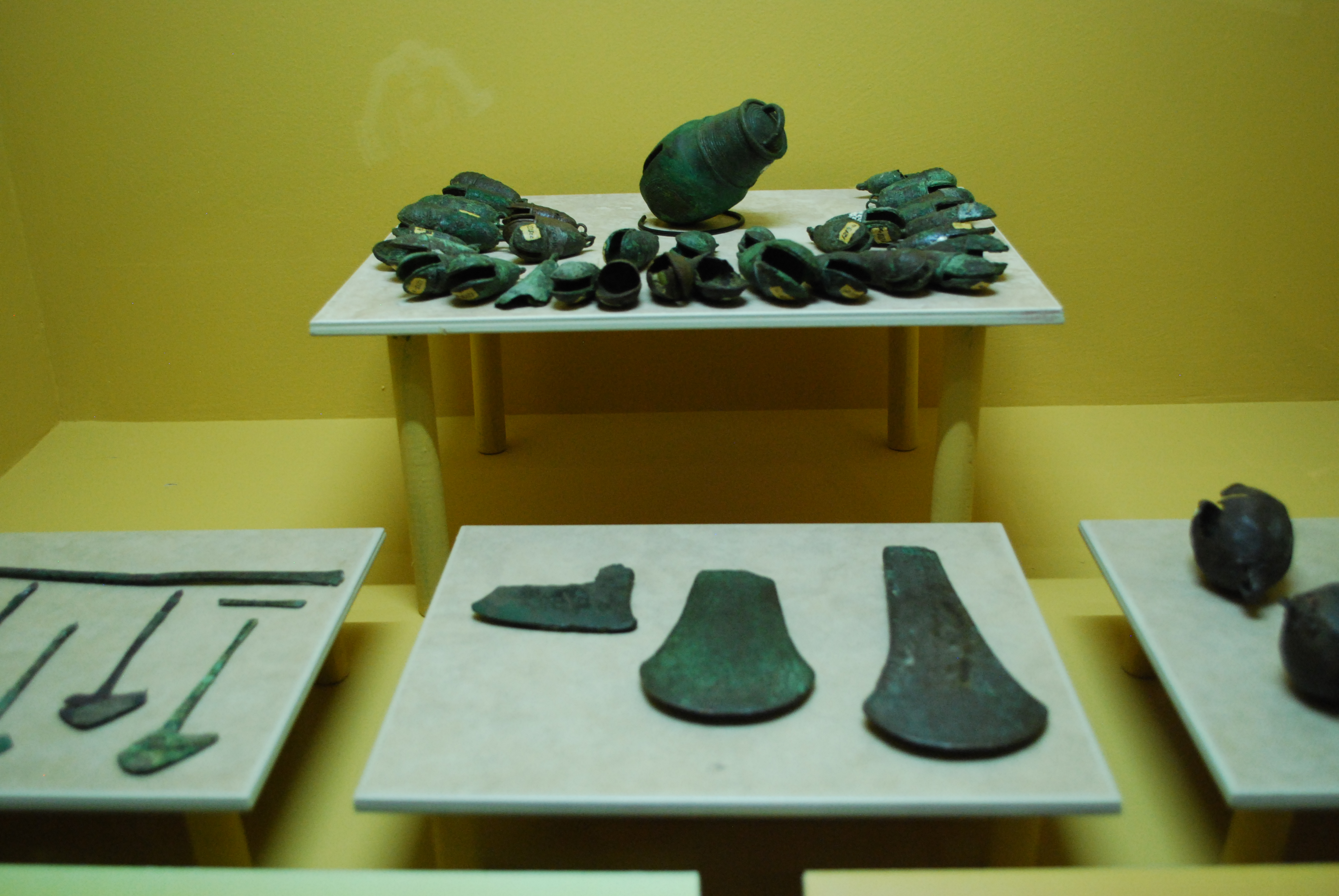
أجراس نحاسية ورؤوس فؤوس وزخارف من أجزاء مختلفة من تشياباس (1200-1500) معروضة في المتحف الإقليمي في توكستلا غوتيريز بولاية تشياباس المكسيكية.

حدث ظهور علم الفلزات في أمريكا الوسطى ما قبل الكولومبي في وقت متأخر نسبيًا في تاريخ المنطقة، مع ظهور أعمال معدنية مميزة في غرب المكسيك [الإنجليزية] حوالي 800 م، وربما في وقت مبكر 600 م. من المحتمل أن تكون تقنيات التعدين منتشرة شمالًا من مناطق في أمريكا الوسطى أو الجنوبية عبر طرق التجارة [الإنجليزية] البحرية ؛ يبدو أن متلقي هذه التقنيات المعدنية استغلوا مجموعة واسعة من المواد، بما في ذلك سبائك النحاس- الفضة والنحاس- الزرنيخ والنحاس- القصدير والنحاس- الزرنيخ- القصدير.
يمكن تقسيم العناصر المعدنية المصنوعة في جميع أنحاء أمريكا الوسطى إلى ثلاث فئات: الأشياء النفعية، والأشياء المستخدمة للزينة الفردية، والأشياء الاحتفالية / الطقسية. تشتمل الفئتان الأخيرتان على الجزء الأكبر من القطع الأثرية المميزة لأمريكا الوسطى، حيث تلعب المعادن دورًا مهمًا بشكل خاص في العوالم الثقافية المقدسة والرمزية.

## الموقع المحتمل لعلم الفلزات في أمريكا الوسطى

### غرب المكسيك
الاكتشافات المبكرة والأكثر تنوعًا للقطع الأثرية المعدنية هي من غرب المكسيك الممتدة في حزام على طول ساحل المحيط الهادئ من غيريرو إلى ناياريت. يشير هذا إلى أن هذه المنطقة كانت نواة إقليمية لعلم الفلزات، والتي من خلالها يمكن أن تكون عناصر التقنية والشكل والأسلوب قد انتشرت في جميع أنحاء أمريكا الوسطى.

### جنوب المكسيك
لطالما كان يُعتقد أن حضارة المكستك هي صائِغة الذهب المهيمنة في أمريكا الوسطى بعد الكلاسيكية. عُثر على عدد كبير من المصنوعات الذهبية في وسط وجنوب المكسيك تم نسبها إلى مكستك.

### وسط المكسيك
هناك أدلة حديثة تشير إلى أن حضارة الآزتك كانت موقعًا متميزًا لعلم الفلزات، على الرغم من أن القطع الذهبية من هذه المنطقة كانت تُنسب سابقًا إلى مكستك.

### منطقة هواستيك
عُثر على بعض القطع الأثرية المنتجة محليًا في مواقع ما بعد الكلاسيكية المتأخرة في منطقة لا هواستيكا [الإنجليزية].

## التطورات في علم الفلزات في غرب المكسيك

### المرحلة 1: 600 م -1200/1300 م
عمل حدادو غرب المكسيك بشكل أساسي على النحاس خلال الفترة الأولى، مع بعض السبائك منخفضة الزرنيخ، بالإضافة إلى الاستخدام العرضي للفضة والذهب. أُدخلت أجراس مسبوكة من الشمع الضائع من أمريكا الوسطى السفلى وكولومبيا خلال هذه المرحلة، جنبًا إلى جنب مع عدة فئات من الحلي والأدوات اليدوية المشكلة على البارد، مثل الإبر والملاقط. تظهر النماذج الأولية لهذه العناصر الصغيرة النفعية متجذرة في جنوب الإكوادور وشمال بيرو. الحلقات النحاسية الصغيرة، التي توجد عمومًا في سياقات الدفن، شائعة أيضًا في الإكوادور وغرب المكسيك وهي متوفرة بكثرة خلال هذه المرحلة.
تشير المجموعات المستخرجة من المرحلة الأولية إلى أن الأجراس المسبوكة من الشمع الضائع احتلت أيضًا جزءًا كبيرًا من جهود الحرفيين في غرب المكسيك. على عكس الأجراس المماثلة التي استوردت من ساحل الإكوادور، كانت أجراس غرب المكسيك تُسبك، بدلاً من أن تُشكل، من المعدن. تتكون أجراس غرب المكسيك عادة من قشرة معدنية ملساء معلقة تغلف مصفقًا داخليًا، وكانت تصنع عمومًا من سبائك النحاس وتتشابه بشكل خاص مع الأجراس المصنوعة في كولومبيا وبنما وكوستاريكا.

### المرحلة الثانية: 1200 / 1300-1521

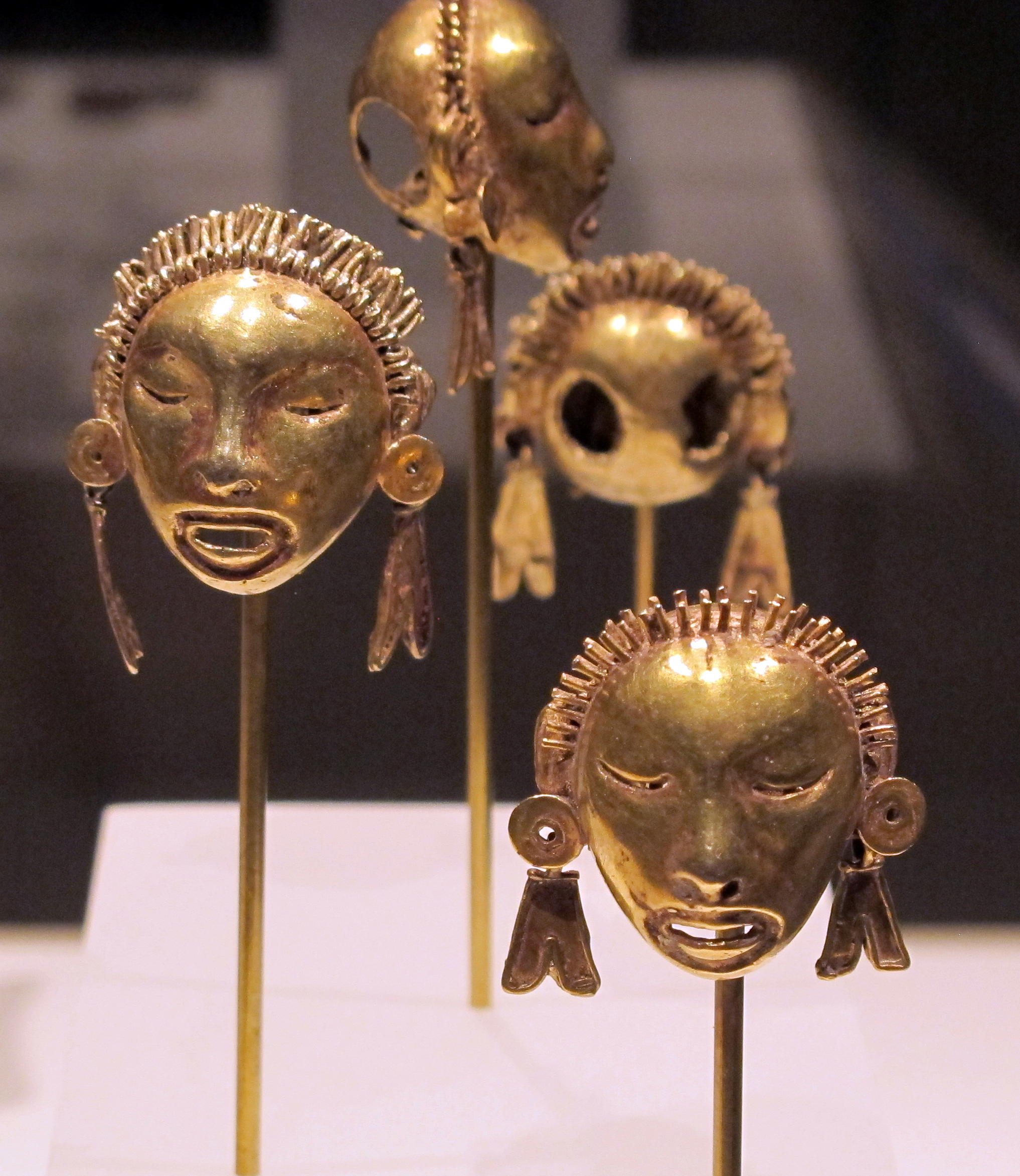
المعلقات الذهبية على شكل رؤوس، المكستكأو الآزتك، قرابة 1400-1515، متحف متروبوليتان للفنون.

أظهرت حدادة المعادن تطورًا تقنيًا متزايدًا، حيث أنتجت عناصر نفعية ومرتبطة بالحالة. خلال المرحلة الأخيرة، برزت ميتشواكان كمركز تكنولوجي، حيث ظهرت المشغولات المعدنية أيضًا في المناطق المجاورة لجيريرو وخاليسكو.
أصبحت السبائك أكثر انتشارًا خلال المرحلة الثانية، حيث جرب عمال الفلزات اللون والقوة والسيولة. تحولت التجمعات النفعية سابقًا، مع تركيز جديد على كائنات الحالة المعدنية. علاوة على ذلك، يشير ظهور سبيكة من البرونز والنحاس والقصدير إلى وجود اتصال بين غرب المكسيك وبيرو خلال هذه الفترة. ومع ذلك، يبدو أن العديد من تركيزات السبائك /السبيكة المستخدمة في غرب المكسيك تعكس الابتكار المحلي.
يقترح علماء مثل دوروثي هوسلر أن سكان أمريكا الوسطى القدامى كانوا متميزين في اهتمامهم بالخصائص الجمالية المميزة للفلزات، مثل الأصوات والألوان اللامعة التي تثيرها حركة الأجسام المعدنية. من المحتمل أن يكون الظهور المتأخر لعلم الفلزات في أمريكا الوسطى القديمة قد ساهم في حداثتها ودورها اللاحق كعلامة على مكانة النخبة.
لقد اقتُرح أن الهدف الرئيس لحدادي الفلزات في أمريكا الوسطى بإنتاج سبائك معينة هو استغلال خصائص اللون الناشئة للسبائك، ولا سيما نغمات الذهب الزاهية الناتجة عن سكب القصدير، والظلال الفضية التي تظهر بتركيزات عالية من الزرنيخ. والجدير بالذكر أن بعض القطع الأثرية من غرب المكسيك تحتوي على القصدير أو الزرنيخ بتركيزات تصل إلى 23 بالمائة بالوزن، في حين أن تركيزات عناصر صناعة السبائك بنسبة 2 إلى 5 بالمائة بالوزن تكون كافية عادةً للقوة المتزايدة والمنفعة الميكانيكية.
استغل الحدادون المعدنيون في غرب المكسيك ما قبل الكولومبي بشكل خاص التألق المتأصل في الصوت المعدني واللمعان، مما يشير إلى أن إبداعاتهم تميل إلى احتلال مساحة مقدسة ورمزية.  ربما كانت الألوان المعدنية، الذهبية والفضية، مرتبطة بآلهة الشمس والقمر بينما ارتبطت أصوات الجرس بطقوس الخصوبة والحماية في الحرب.

## المواقع الأثرية التي تسفر عن المشغولات المعدنية

### وسط المكسيك
(900 – 1450 م) أشياء نفعية واحتفالية ؛ كائنات الزينة الشخصية
1. أتوتونيلكو، هيدالجو
2. كاليكستلاهواكا [الإنجليزية]، المكسيك
3. تينايوكا [الإنجليزية]، المكسيك
4. تينوتشتيتلان، المقاطعة الفيدرالية (DF)
5. تيوتيهواكان، المكسيك
6. تيكسكوكو [الإنجليزية]، المكسيك

### غرب المكسيك
(800/900 - 1450 م) الأشياء النفعية والاحتفالية ؛ أشياء من الزينة الشخصية
1. أمابا، ناياريت
2. أباتسينجان، ميتشواكان
3. أتوياك، خاليسكو
4. كوجوماتلان، ميتشواكان
5. كويوكا دي كاتالان، غيريرو
6. كولياكان، سينالوا
7. جيكويلبان، ميتشواكان
8. بينيتاس، ناياريت
9. ريو بالساس، غيريرو
10. تانسيتارو، ميتشواكان
11. تيل بالكاتيبيك، ميتشواكان
12. تيبيك، ناياريت
13. تيكسملينكان، غيريرو
14. توكساكويسكو، خاليسكو
15. تزينتزونتزان [الإنجليزية]، ميتشواكان
16. يستلا، غيريرو
17. زاكبو، ميتشواكان
18. زامورا، ميتشواكان

### شرق المكسيك
(900 – 1500 م) أشياء للزينة الشخصية والأشياء الاحتفالية
1. سيرو مونتوسو، فيراكروز
2. شاشالاكاس، فيراكروز
3. إل تاخين، فيراكروز
4. جزيرة التضحيات، فيراكروز
5. بانوكو، فيراكروز
6. تامبيكو، فيراكروز

### منطقة أواكساكا
(900 – 1500 م) الأشياء النفعية والاحتفالية ؛ أشياء من الزينة الشخصية
1. كوتلان، أواكساكا
2. كويستلاهواكا [الإنجليزية]، أواكساكا
3. إيخوتلا [الإنجليزية]، أواكساكا
4. غوينغولا [الإنجليزية]، أواكساكا
5. هواخوابان، أواكساكا
6. هويتزو [الإنجليزية]، أواكساكا
7. خوكيلا [الإنجليزية]، أواكساكا
8. ميتلا، أواكساكا
9. مونتي ألبان أواكساكا
10. سولا دي فيجا [الإنجليزية]، أواكساكا
11. تيهوانتيبيك، أواكساكا
12. تيوتيتلان ديل كامينو  [لغات أخرى]‏، أواكساكا
13. تيوتيتلان ديل فالي، أواكساكا
14. تلاكولولا [الإنجليزية]، أواكساكا
15. تلاكسياكو، أواكساكا
16. توتوتبيك، أواكساكا
17. زاغا، أواكساكا
18. يانهويتلان، أواكساكا
19. زاكيلا، أواكساكا

### منطقة جنوب مايا
(450 – 1500 م) أشياء نفعية واحتفالية ؛ أشياء من الزينة الشخصية
1. شيبال، غواتيمالا
2. تشوتيكستوكس [الإنجليزية]، غواتيمالا
3. كوبان، هندوراس
4. كامينالخويو، غواتيمالا
5. وادي نهر موتاغوا، غواتيمالا
6. لوس نارانجوس، هندوراس
7. نيباج، غواتيمالا
8. كيميستلا "كهوف الجرس"، هندوراس
9. كيوريجوا، غواتيمالا
10. سان أوغستين أكساجواستلان، غواتيمالا
11. تاجومولكو، غواتيمالا
12. تازومال، السلفادور
13. زاكوالبا، غواتيمالا
14. زاكوليو [الإنجليزية]، غواتيمالا

### منطقة مايا الوسطى
(900 – 1500 م) الأشياء النفعية والاحتفالية ؛ أشياء من الزينة الشخصية
1. تشيابا دي كورزو [الإنجليزية]، تشياباس
2. إل باريدون، تشياباس
3. بولول، غواتيمالا
4. سانتا ريتا كوروزال، بليز
5. نوخبيتين، غواتيمالا
6. تيكال، غواتيمالا
7. ياكشا [الإنجليزية]، غواتيمالا
8. بالينكي، تشياباس
9. وايلد كان كاي، بليز
10. لاماني [الإنجليزية]، بليز

### منطقة شمال مايا
(1000 – 1450 م) الأشياء النفعية والاحتفالية ؛ أشياء من الزينة الشخصية
1. تشيتشن إيتزا، يوكاتان
2. دزانتون جيهين، يوكاتان
3. مايابان، يوكاتان

### شمال المكسيك
(1000 – 1450 م) أشياء نفعية ؛ أشياء من الزينة الشخصية
1. كاساس غراندس [الإنجليزية]، تشيهواهوا
2. تشالشيهايتس، زاكاتيكاس
3. هيرفيديروس، دورانجو
4. لا كيمادا [الإنجليزية]، زاكاتيكاس
5. نافوكوين، دورانجو
6. شيواوا، شيواوا
7. موقع شرودر، دورانجو
8. فينيس ميسيس، سان لويس بوتوسي
9. زيب، دورانجو
10. بابيكورا، شيواوا
11. رانشو سان ميجويل، تشيهواهوا
12. سانتا ماريا ر.، شيواوا

### فهرس
1. ↑  انظر Hosler 1988، Hosler 1995.
2. ↑  Hosler 1988، Pendergast 1962
3. 1 2  Pendergast 1962
4. ↑  West 1997، صفحة 48
5. ↑  Lopez Lujan & Ruvalcaba Sil 2017، صفحة 120
6. ↑  Hosler & Stresser-Pean 1992
7. 1 2 3  Hosler 1995
8. ↑  Hosler 1988
9. 1 2  Hosler 1988، Hosler 1995.

#### المعلومات الكاملة للمراجع
- Hosler، Dorothy (1988-12). "Ancient West Mexican Metallurgy: South and Central American Origins and West Mexican Transformations" [علم المعادن المكسيكية الغربية القديمة: أصول أمريكا الجنوبية والوسطى وتحولات غرب المكسيك]. American Anthropologist. ج. 90 ع. 4: 832–855. DOI:10.1525/aa.1988.90.4.02a00040. ISSN:0002-7294. مؤرشف من الأصل في 2021-05-25. {{استشهاد بدورية محكمة}}: تحقق من التاريخ في: |تاريخ= (مساعدة)
- Hosler، Dorothy؛ Stresser-Pean، Guy (28 أغسطس 1992). "The Huastec Region: A Second Locus for the Production of Bronze Alloys in Ancient Mesoamerica". Science. ج. 257 ع. 5074: 1215–1220. DOI:10.1126/science.257.5074.1215. ISSN:0036-8075. مؤرشف من الأصل في 2021-04-22.
- Hosler، Dorothy (1995-06). "Sound, color and meaning in the metallurgy of Ancient West Mexico" [الصوت واللون والمعنى في علم الفلزات في غرب المكسيك القديمة]. World Archaeology. ج. 27 ع. 1: 100–115. DOI:10.1080/00438243.1995.9980295. ISSN:0043-8243. مؤرشف من الأصل في 2013-09-14. {{استشهاد بدورية محكمة}}: تحقق من التاريخ في: |تاريخ= (مساعدة)
- Pendergast، David M. (1962-04). "Metal Artifacts in Prehispanic Mesoamerica" [المشغولات المعدنية في أمريكا الوسطى قبل الإسبان]. American Antiquity. ج. 27 ع. 4: 520–545. DOI:10.2307/277677. ISSN:0002-7316. مؤرشف من الأصل في 2021-04-27. {{استشهاد بدورية محكمة}}: تحقق من التاريخ في: |تاريخ= (مساعدة)
- Simmons، Scott E.؛ Pendergast، David M.؛ Graham، Elizabeth (2009-01). "The Context and Significance of Copper Artifacts in Postclassic and Early Historic Lamanai, Belize" [معادن المايا: سياق وأهمية المصنوعات النحاسية في لاماني ما بعد الكلاسيكية والتاريخية المبكرة ، بليز]. Journal of Field Archaeology. ج. 34 ع. 1: 57–75. DOI:10.1179/009346909791071050. ISSN:0093-4690. مؤرشف من الأصل في 2023-03-25. {{استشهاد بدورية محكمة}}: تحقق من التاريخ في: |تاريخ= (مساعدة)
- West، Robert (1997). "Early Silver Mining in New Spain, 1531–1555". في Bakewell، Peter (المحرر). Mines of Silver and Gold in the Americas (An Expanding World: The European Impact on World History, 1450 to 1800). London: Ashgate Publishing. ص. 48. ISBN:0860785130.
- Lopez Lujan، Leonardo؛ Ruvalcaba Sil، Jose Luis (2017). "Mixteca Gold". في Pillsbury، Joanne (المحرر). Golden kingdoms : luxury arts in the ancient Americas. Los Angeles: J. Paul Getty Museum. ص. 120. ISBN:9781606065488.

## الروابط الخارجية
- "مشروع Maya Archaeometallurgy" في لاماني، بليز
- "ميكانيكا عالم الفن"، آفاق: الثقافة المرئية في أمريكا الإسبانية، 1520-1820.